# Les Vacances de Hegel
Les Vacances de Hegel est un tableau réalisé par le peintre belge René Magritte en 1958. Cette huile sur toile représente un parapluie ouvert au sommet duquel se trouve un verre presque plein. Elle figure ainsi une sorte d'assemblage proprement surréaliste venant questionner, par son rapport ambivalent à l'eau, la dialectique au cœur de la pensée du philosophe allemand Georg Hegel, que le titre imagine donc en vacances. Passée entre les mains d'Alexandre Iolas, l'œuvre demeure aujourd'hui dans une collection privée.